# Келлі Банді
Келлі Банді (англ. Kelly Bundy) — головний персонаж американського телесеріалу «Одружені … та з дітьми». Її роль виконує акторка Крістіна Епплґейт.
Келлі — дочка Ела та Пеггі. У дитинстві Келлі була розумною, але одного разу, їдучи машиною, Келлі вдарилась головою об сидіння і помітно подурнішала. З часом Келлі стала настільки дурна, чим часто став користуватися її брат Бад. Також Келлі має багато хлопців і іноді зустрічається з декількома одночасно. Ел називає її «Гарбузиком». Якимось чином їй все ж таки вдалося закінчити школу. Після цього вона працює моделлю, «Вермінатором» — персонажкою реклами засобу для знищення комах та офіціанткою у кафе. Також вона відвідує уроки акторської майстерності. Як і її брат, Келлі живе з батьками протягом усього серіалу і не має ніяких планів на майбутнє.

## Цікаві факти
- День народження Келлі — 27 листопада (у інших серіях — у березні та лютому).
- Її першим хлопцем був Майкі Клеменс.
- Вона любить мультики про Гарфілда.
- Келлі закінчила школу у 1990 році.